# Nazario Sauro

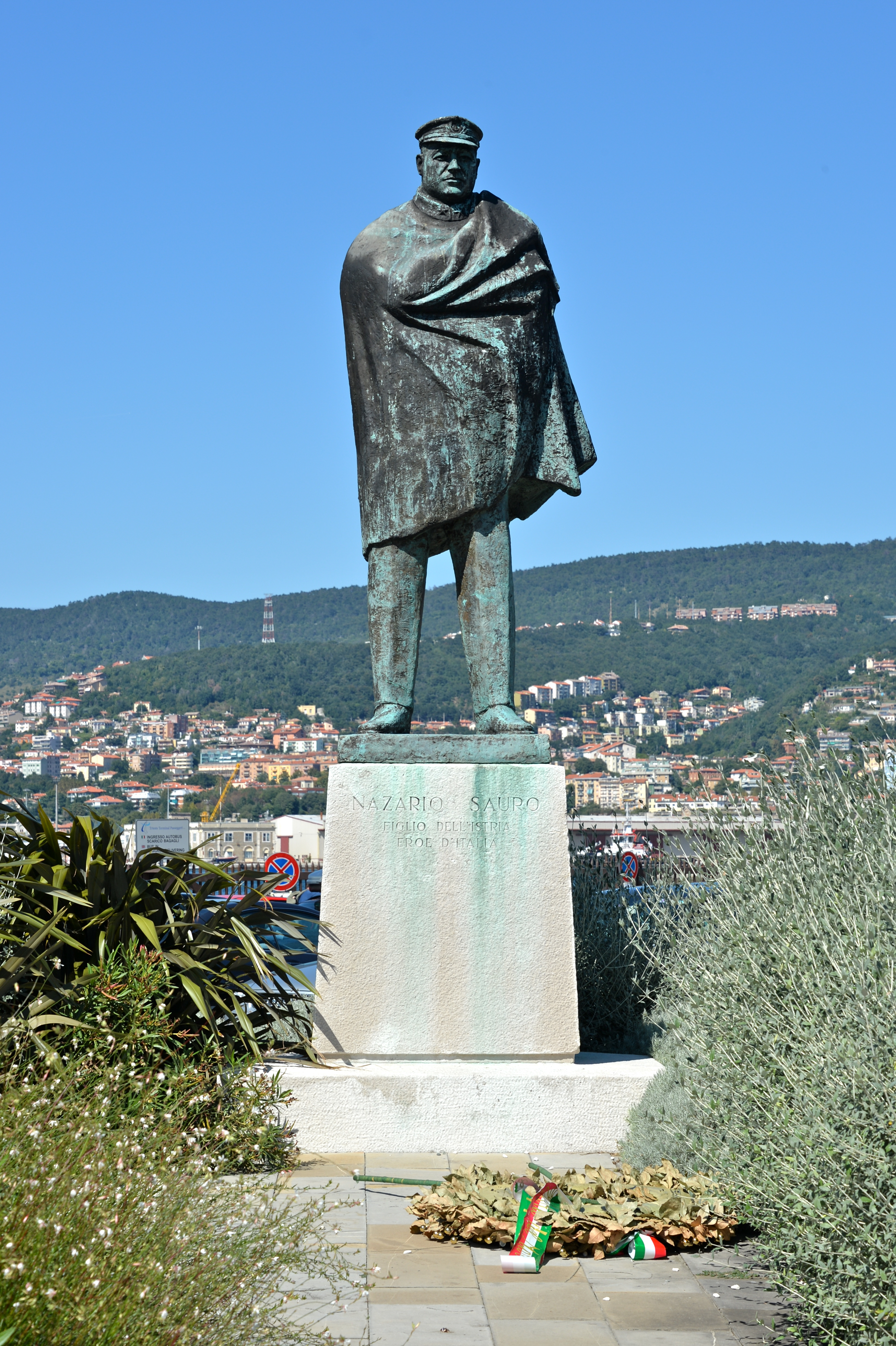
Monumento a Nazario Sauro en Trieste

Nazario Sauro (Capodistria, 1880 - Pola, 1916) fue un irredentista italiano de Istria, decorado con la medalla de oro al valor militar por el rey de Italia Víctor Manuel III.

## Vida
Nazario Sauro nació en Capodistria en 1880, cuando Istria hacía parte del Imperio austro-húngaro.
Empezó a navegar a temprana edad y ya a los 20 años era capitán de un pequeño buque.
Sus ideales irredentistas (él era uno de los principales representantes del irredentismo italiano en Istria) lo llevaron a capturar un barco austriaco en 1914 y llevarlo a Venecia, donde se unió a muchos prófugos italianos de Istria solicitando la entrada en guerra de Italia en contra de Austria.
Cuando Italia entró en guerra en 1915, Sauro se enroló voluntario en la Marina militar italiana. Fue asignado a una unidad de torpederas, cumpliendo 60 misiones de guerra en 14 meses.
En junio de 1916 fue promovido a subteniente en el submarino Giacinto Pullino, recibiendo también una medalla de plata al valor militar.
En agosto de 1916 el submarino de Sauro fue enviado a torpedear en el área de Fiume, pero quedó encallado y toda su tripulación fue hecha prisionera por los austriacos del destructor Satellit.
Sauro fue reconocido y sentenciado a muerte por un tribunal militar en Pola. Fue ahorcado mientras gritaba: "Viva l'Italia". A su memoria le fue dedicada por el mismo Rey de Italia la medalla de oro al valor militar.
Nazario Sauro está reconocido en Italia como héroe nacional. Dos barcos de la Marina militar italiana llevaron su nombre:
- El destructor "Nazario Sauro", construido en 1926 y hundido en combate en 1941.[2]
- El submarino "Nazario Sauro", construido en 1980 y recientemente puesto fuera de servicio.[3]

## Información adicional
- Nazario Sauro tuvo cinco hijos: Nino, Libero, Anita, Italo e Albania.
- Su tercer hijo, Italo Sauro, fue un importante oficial fascista.[4]
- En 1952 fue dedicada una película cinematográfica a Nazario Sauro intitulada Fratelli d'Italia, bajo la regía de Fausto Saraceni, en la que se describen sus gestas militares.[5]